# Qilin (Qujing)
Qilin léase Chi-Lín (en chino:麒麟区, pinyin:Qílín qū) es un distrito urbano bajo la administración directa de la ciudad-prefectura de Qujing. Se ubica al este de la provincia de Yunnan, sur de la República Popular China. Su área es de 1442 km² y su población total para 2010 fue +700 mil habitantes.

## Administración
El distrito de Qilin se divide en 12 pueblos que se administran en 6 subdistritos, 3 villas y 3 poblados.